# 2. Handball-Bundesliga (Frauen) 2023/24
Die Saison 2023/24 der 2. Handball-Bundesliga der Frauen war die 39. Spielzeit in ihrer Geschichte. 16 Mannschaften nahmen am Spielbetrieb teil.

## Modus
Der Modus war jeder gegen jeden mit einem Heim- und Auswärtsspiel.
Da die 1. Bundesliga auf 12 Teilnehmer reduziert wurde, gab es in dieser Saison nur einen Aufsteiger und keine Relegation. Aus der 1. Bundesliga waren drei Mannschaften abgestiegen. Damit die Anzahl in der 2. Bundesliga bei 16 Mannschaften bestehen blieb, gab es vier Absteiger in die 3. Liga. Der Zwölftplatzierte trat in der Relegation gegen den Drittplatzierten der 3. Liga an.

## Saison

### Tabelle
| Pl.                                                        | Verein                     | Sp. | S  | U | N  | Tore      | Diff. | Punkte  |
| ---------------------------------------------------------- | -------------------------- | --- | -- | - | -- | --------- | ----- | ------- |
| 1.                                                         | Frisch Auf! Göppingen      | 30  | 25 | 2 | 3  | 0928:7270 | +201  | 052:80  |
| 2.                                                         | HC Rödertal                | 30  | 21 | 3 | 6  | 0883:7730 | +110  | 045:150 |
| 3.                                                         | HC Leipzig                 | 30  | 18 | 1 | 11 | 0829:7620 | +67   | 037:230 |
| 4.                                                         | TG Nürtingen               | 30  | 18 | 1 | 11 | 0852:8030 | +49   | 037:230 |
| 5.                                                         | ESV 1927 Regensburg        | 30  | 17 | 2 | 11 | 0795:7850 | +10   | 036:240 |
| 6.                                                         | Füchse Berlin              | 30  | 17 | 1 | 12 | 0835:7560 | +79   | 035:250 |
| 7.                                                         | HL Buchholz 08-Rosengarten | 30  | 17 | 1 | 12 | 0886:8330 | +53   | 035:250 |
| 8.                                                         | SV Werder Bremen 1         | 30  | 17 | 0 | 13 | 0848:8450 | +3    | 030:260 |
| 9.                                                         | 1. FSV Mainz 05            | 30  | 14 | 1 | 15 | 0795:7980 | −3    | 029:310 |
| 10.                                                        | VfL Waiblingen (A)         | 30  | 10 | 7 | 13 | 0791:8080 | −17   | 027:330 |
| 11.                                                        | TuS Lintfort               | 30  | 12 | 2 | 16 | 0817:8440 | −27   | 026:340 |
| 12.                                                        | Kurpfalz Bären Ketsch      | 30  | 11 | 2 | 17 | 0807:9040 | −97   | 024:360 |
| 13.                                                        | HSG Freiburg (N)           | 30  | 8  | 3 | 19 | 0698:7900 | −92   | 019:410 |
| 14.                                                        | SG 09 Kirchhof (N)         | 30  | 7  | 4 | 19 | 0840:9060 | −66   | 018:420 |
| 15.                                                        | TSV Nord Harrislee         | 30  | 8  | 2 | 20 | 0809:9220 | −113  | 018:420 |
| 16.                                                        | HCD Gröbenzell (N)         | 30  | 4  | 0 | 26 | 0760:9170 | −157  | 08:520  |
| Quelle: handball-bundesliga-frauen.de, Stand: 26. Mai 2024 |                            |     |    |   |    |           |       |         |

| Legende |                                                           |
| (A)     | Absteiger aus der Bundesliga 2022/23                      |
| (N)     | „Neuling“, Aufsteiger aus der 3. Liga 2022/23             |
|         | Aufsteiger in die Bundesliga 2024/25                      |
|         | Relegation gegen den Drittplatzierten der 3. Liga 2023/24 |
|         | Absteiger in die 3. Liga 2024/25                          |

### Relegation
In der Relegation spielte das Team auf Platz 12 der 2. Bundesliga gegen das Team auf Platz 3 der Aufstiegsrunde der 3. Liga.
| Datum                |                       |                       | Ergebnis |
| -------------------- | --------------------- | --------------------- | -------- |
| 29.05.2024 19:00 Uhr | Rostocker HC          | Kurpfalz Bären Ketsch | 27:27    |
| 01.06.2024 18:00 Uhr | Kurpfalz Bären Ketsch | Rostocker HC          | 32:28    |
| Gesamt               | Rostocker HC          | Kurpfalz Bären Ketsch | 55:59    |

## Statistiken
Levke Kretschmann wurde als Spielerin der Saison ausgezeichnet.

### Tore
| Platz | Tore | davon 7 m | Spielerin         | Verein                     | Tore des Vereins in der Saison |
| ----- | ---- | --------- | ----------------- | -------------------------- | ------------------------------ |
| 01.   | 237  | 71        | Kerstin Foth      | TG Nürtingen               | 852                            |
| 02.   | 225  | 48        | Svenja Mann       | Kurpfalz Bären Ketsch      | 807                            |
| 03.   | 204  | 2         | Levke Kretschmann | HL Buchholz 08-Rosengarten | 886                            |
| 04.   | 186  | 97        | Joanna Granicka   | HC Leipzig                 | 829                            |
| 05.   | 185  | 33        | Prudence Kinlend  | TuS Lintfort               | 817                            |

### Paraden
| Platz | Tore | Spielerin        | Verein                |
| ----- | ---- | ---------------- | --------------------- |
| 01.   | 277  | Celina Meißner   | VfL Waiblingen        |
| 02.   | 276  | Wioleta Pajak    | SV Werder Bremen      |
| 03.   | 272  | Nele Kurzke      | HC Leipzig            |
| 04.   | 260  | Johanna Wiethoff | Kurpfalz Bären Ketsch |
| 05.   | 256  | Laura Graef      | TuS Lintfort          |